# Мідія (фрегат, 1843)
«Мідія» (рос. «Мидия») — вітрильний 60-гарматний фрегат Чорноморського флоту Російської імперії. Названий на згадку про захоплення російськими військами 18 серпня 1829 року турецької фортеці Мідія загоном суден під командуванням контрадмірала Й. І. Стожевського.

## Історія
Закладений у Миколаєві 10 липня 1840 року, головний будівник — підполковник корпусу корабельних інженерів В. Г. Апостолі. Після спуску на воду 17 вересня 1843 року перейшов до Севастополя і увійшов до складу Чорноморського флоту Російської імперії.
У 1845—1848 роках в складі загонів виходив у крейсерство біля кавказького узбережжя. 28 листопада 1847 року під час бори в Цемеській затоці став дрейфувати до берега, віддав додатковий якір і зупинився за 50 метрів від мілини. 13 і 14 січня 1848 року під час бори в Цемеській затоці стояв на якорях, сильно обмерз зовні і всередині, але екіпаж зумів врятувати фрегат. У ці дні від бори загинуло п'ять суден.
У складі ескадр перебував у практичних плаваннях у Чорному морі в 1849 і 1851 роках, а також у крейсерському плаванні біля берегів Абхазії в 1849 році. У кампаніях 1850—1851 років разом з кораблем «Єгудиїл» і пароходофрегатом «Бессарабія» крейсував біля східних берегів Чорного моря у складі ескадри М. Ф. Метліна. У 1852 році перебував у плаванні з учнями навчальних екіпажів. З березня по липень 1853 року в складі загону виходив у крейсерство до кавказького узбережжя.
Від початку Кримської війни стояв у Севастополі в готовності до виходу в море. З лютого 1854 року стояв у готовності у складі ескадри захисту гавані. У грудні 1854 року на борту фрегата було обладнано тимчасовий шпиталь.
16 лютого 1855 року фрегат «Мідія» був затоплений на Севастопольському рейді. Після війни під час розчищення Севастопольської бухти 14 травня 1859 року при спробі підйому корпус корабля переломився.

## Командири
- В. О. Власьєв (1844—1845);
- П. І. Касторф (1846—1847);
- А. Х. Вінк (1851—1852);
- М. Є. Каландс (1853).